# Mycetophila schnablii
Mycetophila schnablii är en tvåvingeart som först beskrevs av Dziedzicki 1884.  Mycetophila schnablii ingår i släktet Mycetophila och familjen svampmyggor. Arten är reproducerande i Sverige. Inga underarter finns listade i Catalogue of Life.